# Altait
Altait (veraltet Tellurblei) ist ein selten vorkommendes Mineral aus der Mineralklasse der „Sulfide und Sulfosalze“ mit der chemischen Zusammensetzung PbTe und damit chemisch gesehen Bleitellurid.
Altait kristallisiert im kubischen Kristallsystem und entwickelt nur sehr kleine würfelige oder oktaedrische Kristalle mit einem schwachen Metallglanz auf den Oberflächen. Meist findet er sich jedoch in Form von bis zu einem Zentimeter großen, körnigen bis massigen oder myrmekitischen (wurmförmigen) Mineral-Aggregaten. Das Mineral ist in jeder Form undurchsichtig (opak) und in frischem Zustand von zinnweiß Farbe mit gelblicher Tönung. Nach einiger Zeit an der Luft können die Oberflächen allerdings bronze- oder buntfarbig anlaufen. Polierte Oberflächen erscheinen rein weiß mit einem in Öl zart grünlichen Schimmer.

## Etymologie und Geschichte
Das Mineral wurde erstmals 1829 von Gustav Rose im Rahmen der von Alexander von Humboldt geleiteten Expedition durch Russland in der Sawodinskoi-Grube im Altai-Gebirge (heute Kasachstan) gefunden und beschrieben. Er nannte es zunächst Tellurblei. Wilhelm Ritter von Haidinger benannte es 1845 um und gab ihm seinen heutigen Namen nach dem Fundort im Altaigebirge, da zu seiner Zeit keine weiteren Fundorte bekannt waren.
Da der Altait bereits lange vor der Gründung der International Mineralogical Association (IMA) bekannt und als eigenständige Mineralart anerkannt war, wurde dies von ihrer Commission on New Minerals, Nomenclature and Classification (CNMNC) übernommen und bezeichnet den Altait als sogenanntes „grandfathered“ (G) Mineral. Die ebenfalls von der IMA/CNMNC anerkannte Kurzbezeichnung (auch Mineral-Symbol) von Altait lautet „Alt“.

## Klassifikation
Bereits in der veralteten 8. Auflage der Mineralsystematik nach Strunz gehörte der Altait zur Mineralklasse der „Sulfide und Sulfosalze“ und dort zur Abteilung „Sulfide mit M : S = 1 : 1“, wo er gemeinsam mit Alabandin, Clausthalit, Galenit, Niningerit und Oldhamit in der „Galenit-Reihe“ mit der Systemnummer II/B.11 steht.
In der zuletzt 2018 überarbeiteten Lapis-Systematik nach Stefan Weiß, die formal auf der alten Systematik von Karl Hugo Strunz in der 8. Auflage basiert, erhielt das Mineral die System- und Mineralnummer II/C.15-060. Dies entspricht ebenfalls der Abteilung „Sulfide mit dem Stoffmengenverhältnis Metall : S,Se,Te ≈ 1 : 1“, wo Altait zusammen mit Alabandin, Clausthalit, Crerarit, Galenit, Keilit, Niningerit und Oldhamit eine unbenannte Gruppe mit der Systemnummer II/C.15 bildet.
Die von der International Mineralogical Association (IMA) zuletzt 2009 aktualisierte 9. Auflage der Strunz’schen Mineralsystematik ordnet den Altait in die Abteilung „Metallsulfide, M : S = 1 : 1 (und ähnliche)“ ein. Diese ist weiter unterteilt nach den in der Verbindung vorherrschenden Metallen, so dass das Mineral entsprechend seiner Zusammensetzung in der Unterabteilung „mit Zinn (Sn), Blei (Pb), Quecksilber (Hg) usw.“ zu finden ist, wo es zusammen mit Alabandin, Clausthalit, Galenit, Keilit, Niningerit und Oldhamit die „Galenitgruppe“ mit der Systemnummer 2.CD.10 bildet.
In der vorwiegend im englischen Sprachraum gebräuchlichen Systematik der Minerale nach Dana hat Altait die System- und Mineralnummer 02.08.01.03. Das entspricht ebenfalls der Klasse der „Sulfide und Sulfosalze“ und dort der Abteilung „Sulfidminerale“. Hier findet er sich innerhalb der Unterabteilung „Sulfide – einschließlich Seleniden und Telluriden – mit der Zusammensetzung AmBnXp, mit (m+n) : p = 1 : 1“ in der „Galenit-Gruppe (isometrisch: Fm3m)“, in der auch Galenit, Clausthalit, Alabandin, Oldhamit, Niningerit, Borovskit, Crerarit und Keilit eingeordnet sind.

## Kristallstruktur
Altait kristallisiert im kubischen Kristallsystem mit der Raumgruppe Fm3m (Raumgruppen-Nr. 225) mit dem Gitterparameter a = 6,45 Å sowie vier Formeleinheiten pro Elementarzelle (Natriumchloridstruktur). Weitere Minerale dieses Strukturtyps sind Clausthalit (Bleiselenit, PbSe), Galenit (PbS) und Alabandin (Mangansulfid, α-MnS).

## Bildung und Fundorte
Altait bildet sich in gold- und tellurhaltigen Adern unter hydrothermalen Bedingungen. Es ist vergesellschaftet mit Gold, Silber, Antimon, Tellur, Tellurantimon, Galenit, Pyrit, Hessit, Nagyágit, Tetraedrit, Sylvanit, Petzit, Calaverit, Arsenopyrit, Sphalerit, Chalkopyrit, Jamesonit, Boulangerit, Bournonit, Aguilarit, Pyrrhotin, Siderit, Cerussit und Quarz.
Als eher selten vorkommende Mineralbildung kann Altait an verschiedenen Fundorten zum Teil zwar reichlich vorhanden sein, insgesamt ist er aber wenig verbreitet. Weltweit sind bisher rund 600 Vorkommen für Altait dokumentiert (Stand 2023). Neben der Typlokalität fand man das Mineral unter anderem in Sǎcǎrîmbu in Rumänien, Kalgoorlie in Australien, Fidschi, Negros Occidental auf den Philippinen, Kirkland Lake in der kanadischen Provinz Ontario sowie den US-Bundesstaaten Colorado, North Carolina, Montana, New Mexico, Kalifornien und Minnesota.